# Fuseki

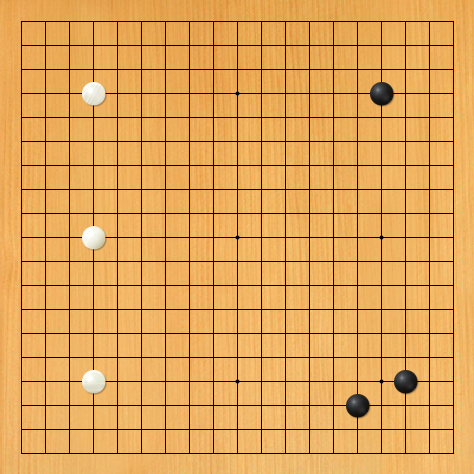
Spiel in der Fuseki-Phase (Klassische chinesische Eröffnung)

In der Eröffnungstheorie des Go-Spiels bezeichnet das Fuseki (jap. 布石, etwa „Arrangierte Steine“, wörtl. „Stoff-Steine“) die Spielphase, in der, meist von den Ecken ausgehend, die Gebiete zunächst locker abgesteckt werden. Aus der Fuseki-Perspektive wird die gesamte Stellung oder zumindest die einer Bretthälfte betrachtet.
Im Gegensatz zu den auf die Spielfeldecken beschränkten Jōseki-Konfigurationen (die eine Untermenge der Fusekis darstellen) sind die Ganzbrettmuster weit weniger erforscht. Solche Spiele gehen schnell in unbekannte Varianten über. Auch hier, genauso wie bei Jōsekis, haben nur wenige Eröffnungen bekannte Namen. Beispiele sind die Drei-Sterne-Eröffnung (三連星, sanrensei), die Zwei-Sterne-Eröffnung (二連星, nirensei) und die Chinesische Eröffnung (中国流, Chūgoku-ryū). Genauer gesagt sind das eher Namen für den Aufbau der schwarzen Steine auf der einen Seite des Bretts; Weiß kann zwischen mindestens zwei dutzend Formationen auf der anderen Seite wählen. Die Chinesische Eröffnung, die eine verwickelte Geschichte aufweist, wurde tatsächlich von Chinesen entwickelt und ist seit 1970 eine sehr beliebte Eröffnung, deren Theorie vergleichsweise fortgeschritten ist.